# Adama Traorés död

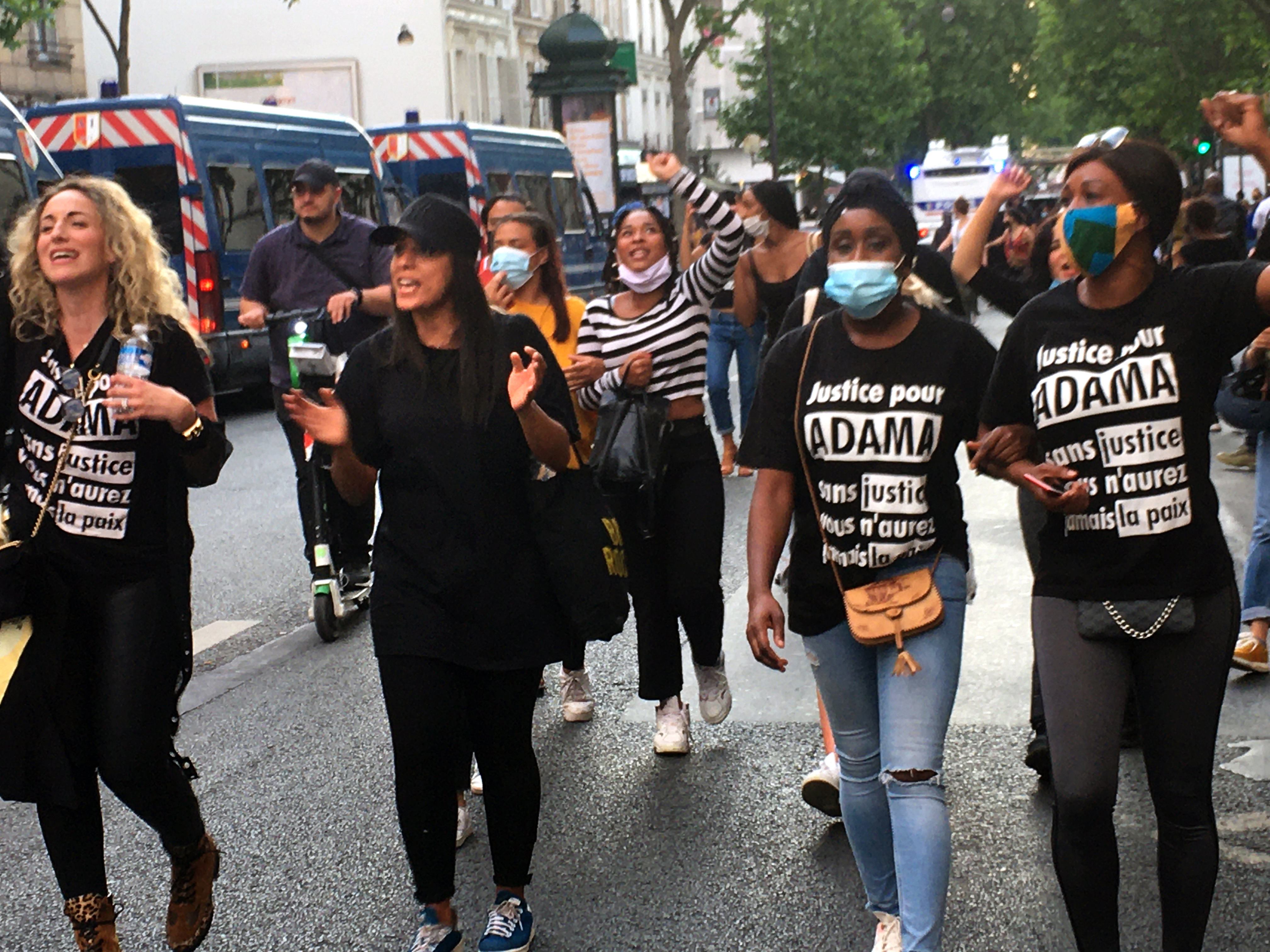
Manifestation för Adama Traorés i Paris 2 juni 2020.

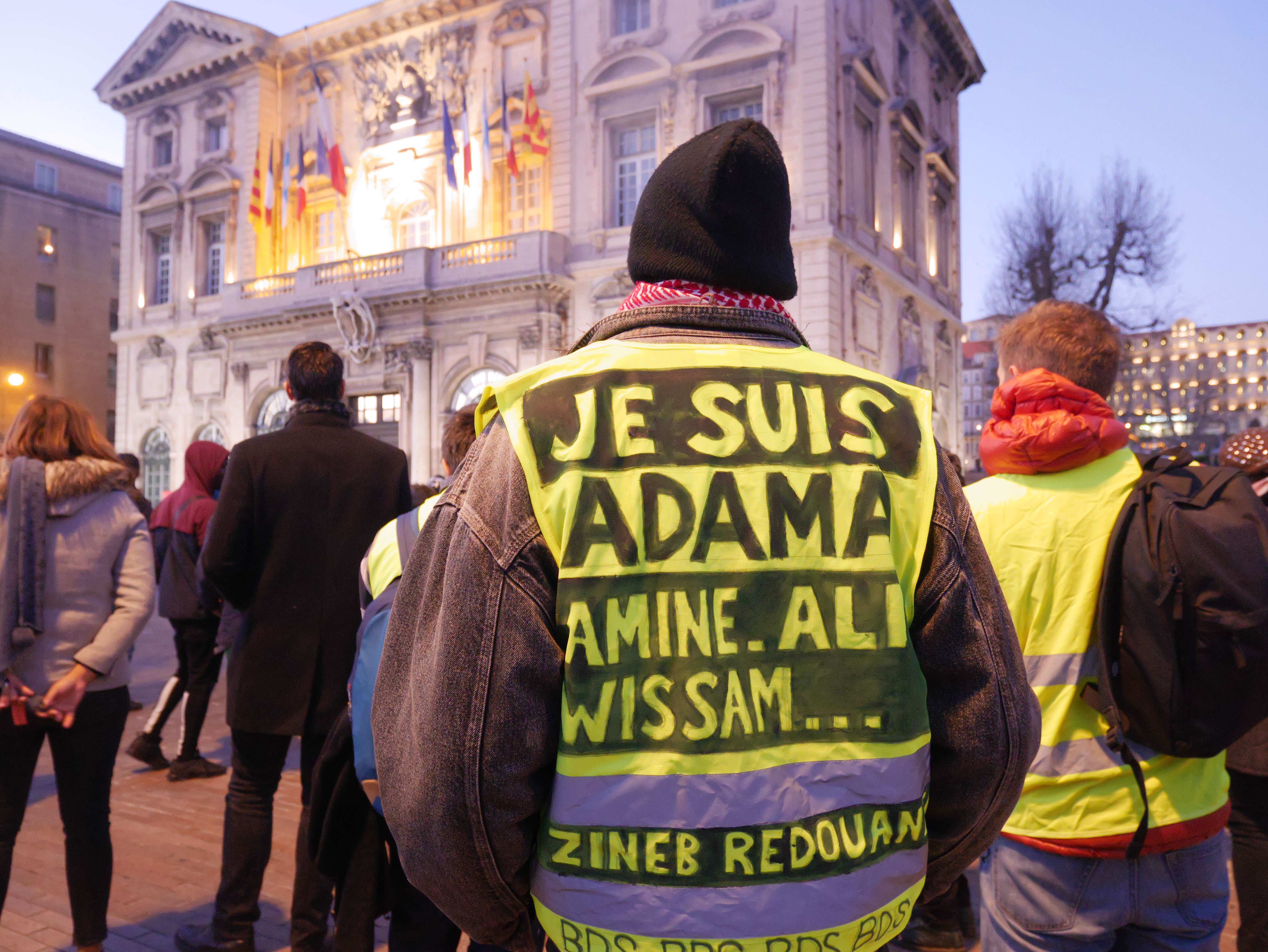
Supporter med gul väst i Marseille, 2019.

Adama Traoré, född 19 juli 1992 i Beaumont-sur-Oise, död 19 juli 2016 i Beaumont-sur-Oise, var en maliansk-fransk man som dog efter ett polisingripande. Hans död utlöste protester mot polisbrutalitet i Frankrike.

## Död
19 juli 2016 var Adama Traoré ute med sin äldre bror Bagui i Parisförorten Beaumont-sur-Oise. Polisen sökte brodern i samband med ett brott. De försökte kontrollera bådas legitimationer, men Adama Traoré saknade sin och tog sin tillflykt till ett närliggande hus där han greps. Tre polismän tryckte ned honom mot marken under gripandet. Traoré dog i polisbilen på väg mot polisstationen.
Sammanlagt utfärdades fyra obduktionsrapporter för Traoré. Ursprungligen var experterna oense om dödsorsaken var kvävning efter att polisen fäst honom i marken eller om det var andra underliggande medicinska tillstånd.  Den officiella medicinska rapporten slog slutligen fast hjärtsvikt som dödsorsak. En andra obduktion, utförd oberoende av ordningsmakten, beskrev kvävning från kontinuerligt tryck som dödsorsaken.

## Efterspel

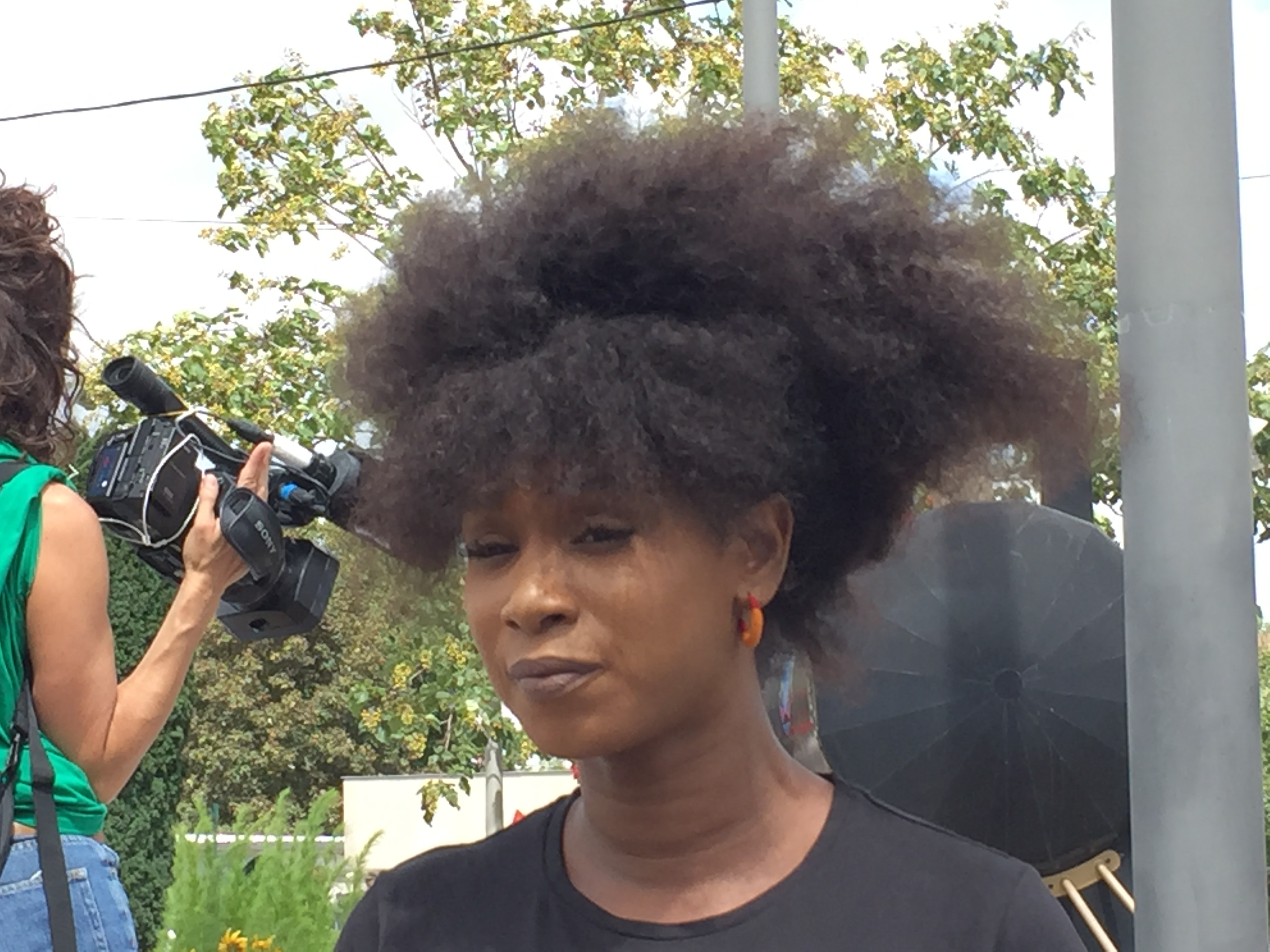
Assa Traoré i juli 2019

Traorés död väckte misstankar om att den första obduktionen hade låtit sig påverkas av polisen. En senare intern undervisning friade de inblandade från de misstankarna. Hans död kom av vissa att ses som ett direkt resultat av överdrivet våld från polisen.
Traorés bortgång ledde till stora protester i Paris, Lyon och Toulouse under parollen Justice pour Adama (rättvisa för Adama). Protesterna inspirerades av den amerikanska Black Lives Matter-rörelsen, och såg motsvarande mängd polisvåld mot svarta och arabiska fransmän.
Traoré blev en symbol för aktivister som protesterade mot polisbrutalitet. Hans äldre syster, Assa Traoré, kom att bli aktivist till följd av hans död. 2020 utsågs hon till en av Time Magazines "Guardians of the Year".
Le comité vérité et justice pour Adama ("Kommittén för sanning och rättvisa för Adama") har som mål som att få fram hela sanningen om Adamas död, döma polisen/poliserna som de håller för ansvariga, och införa ett förbud mot vissa metoder som används av polisen och som de hävdar kan leda till kvävning. Kommittén utmanar också vad de beskriver som "den sociala elimineringen av svarta och araber".
29 maj 2020 släppte de franska myndigheterna en slutrapport som förklarade de tre inblandade polismännen oskyldiga, vilket ledde till förnyade protester. Demonstranterna uttryckte solidaritet med demonstrationerna som med anledning av fallet George Floyd utbröt i USA i slutet av maj. Demonstrationer i Paris, Marseille, Lyon och Lille uppmärksammade både Floyd och Traoré. Den 2 juni marscherade över 20 000 demonstranter åter i Paris, tillsammans med 2 500 i Lille, 1 800 i Marseille och 1 200 i Lyon.